# غطاء نباتي

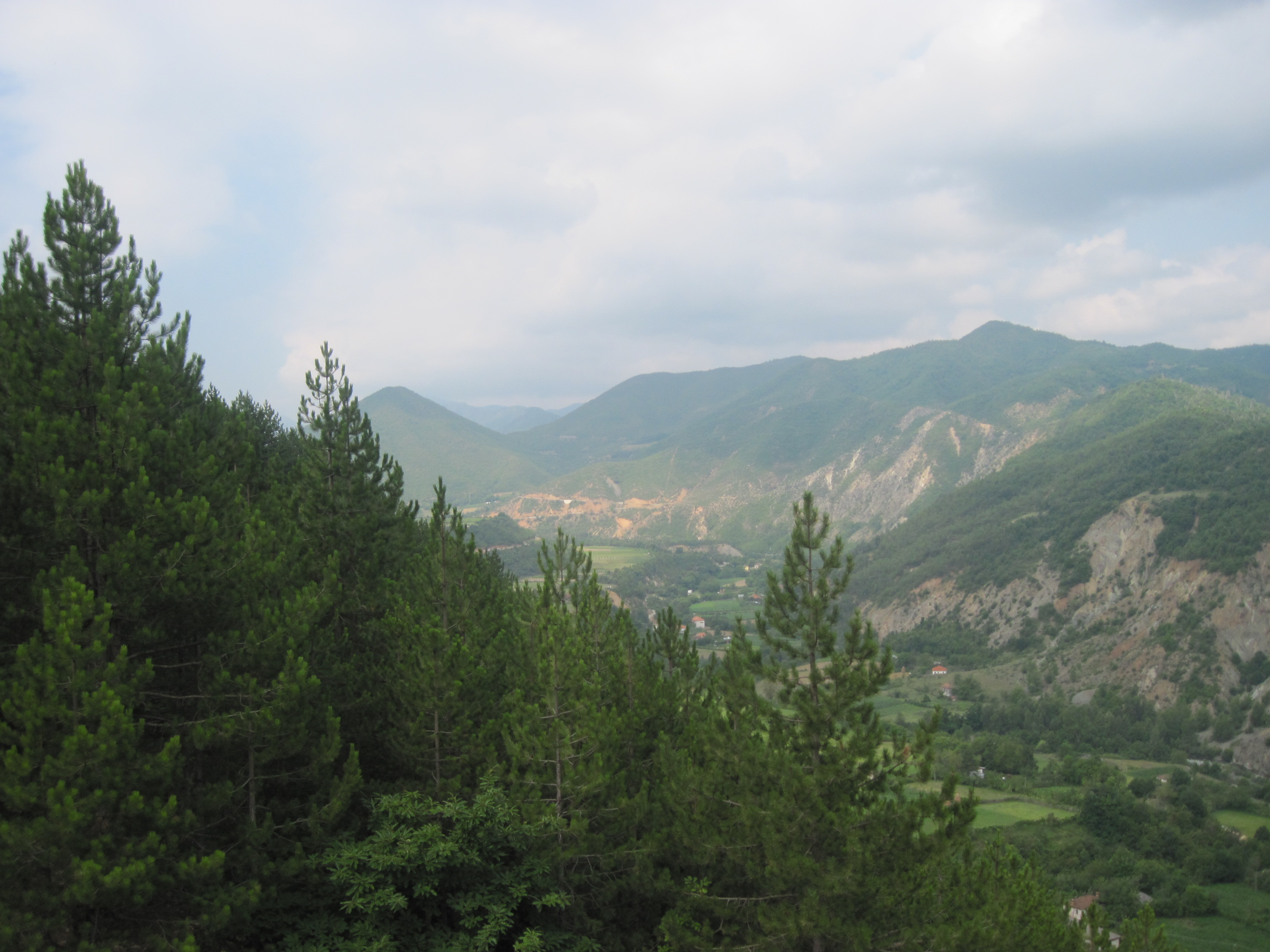

الغطاء النباتي هو مصطلح يرمز لنمو النباتات في منطقة معينة بما في ذلك كل الأشكال النباتية الموجودة داخلها. وهو كمصطلح عام يشير إلى الغابات والحشائش والحدائق والطحالب، وكل غطاء نباتي موجود على كوكب الأرض. وقد برز مصطلح الغطاء النباتي لأهميته في حفظ التوازن البيئي.
النباتات الطبيعية هي نباتات تنمو من تلقاء نفسها دون تدخل الإنسان وتنشأ عادة في الأماكن الخالية من السكان كالصحاري وأيضاً الغابات تعدّ ضمن النباتات الطبيعية.
تعدّ النباتات الطبيعية مصدر جيد للأدوية الطبيعية والمعالجة بالطب البديل. كما تعدّ النباتات الطبيعية مصدر غذائي مهم للكثير من الحيوانات البرية.

## أولاً – نباتالصحاريالحارة
تكون الحياة النباتية في هذه الصحارى قليلة لقلة المطر وهي تقتصر على أنواع خاصة من النباتات تتميز بأنها مزودة بوسائل خاصة تستطيع بها أن تقاوم الجفاف الشديد وقارية المناخ الصحراوي القليل الأمطار، فبعض هذه النباتات كالنخيل مثلاً يضرب بجذوره إلى أعماق الأرض ليحصل على الماء الجوفي، وبعضها يخزن الماء في جذوره كالنرجس والخزامى وغيرهما من النباتات، أو يخزنها في أوراقه مثل الصبار (التين الشوكي)، وبعضها له لحاء (قشر) سميك جاف كشجر السنط، وهي في مجموعها تكتسي أوراقها بطبقة شمعية تحول دون تبخر الماء منها، وأغلب نباتات الصحاري الحارة شوكية كالعرفج والقتاد.

## ثانياً – الصحاري الجليدية (التندرا)
يمتد إقليم الصحاري الجليدية شمال خط عرض 70 ْ شمالاً في أوراسيا وأمريكا الشمالية، والشتاء فيه طويل وتغطي الثلوج سطح الأرض في معظم شهور السنة، فإذا جاء فصل الصيف ذابت الثلوج السطحية وأصبحت التربة دافئة إلى عمق قليل. ولذا تنمو بعض الأعشاب ذات الجذور القصيرة مثل: الطحالب وحشائش الماء وقد يتخلل الأعشاب بعض الشجيرات القصيرة كالتوت البري حول مجاري الأنهار، فإذا حل الشتاء غطت الثلوج هذا النطاق النباتي كله.
أما «انتاركتيكا» في المنطقة القطبية الجنوبية فهي قارة شامخة الارتفاع بعيدة عن خط الاستواء وتحيط بالقطب الجنوبي، ويغطيها كساء من الجليد الدائم الذي لا يذوب مطلقًا، ولذا فإن مناخها أشد قسوة من مناخ التندرا ومن ثم أصبحت غير صالحة للحياة النباتية.